# シャウル・モファズ
シャウル・モファズ（ヘブライ語: שאול מופז、1948年11月4日 - ）は、イスラエルの政治家、軍人。カディーマ党党首。
副首相、交通相、国防相、参謀総長を歴任した。

## 概要
1948年、イランで生まれる。1957年、家族とイスラエルに移住。

### 軍人
1966年、イスラエル国防軍に入隊。1967年の第三次中東戦争に参加する。
1998年、第16代参謀総長に就任。
2000年、エフード・バラック首相の指示によりレバノン南部に駐留してきた軍を撤退。

### 政界入り
2002年7月、退役し国防相に任命される。リクード党に入党するも、参謀総長経験者は退役後の国会議員には制限があった。
2005年リクード党首選に出馬するが、カディーマに移籍。2006年総選挙では、カディーマ党員として国会入り。交通相に任命される。
2008年の党首選ではツィッピー・リヴニにわずか1％差で敗れる。
2009年の総選挙で再選するもカディマ党は下野する。国会の安全保障・外交委員長に就任。
2012年3月、カディマ党首選挙に再び出馬し、6割を超える得票で当選した。

## 人物
夫人との間に4子。